# Hector Bienvenido Trujillo Molina

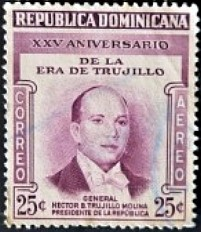
Briefmarke mit Hector Trujillo (1955)

Hector Bienvenido Trujillo Molina (* 6. April 1908 in San Cristóbal; † 19. Oktober 2002 in Miami, Florida) war ein General und Politiker der Dominikanischen Republik. 
Trujillo war vom 16. August 1952 bis 3. August 1960 Staatspräsident. Er war Bruder des vorherigen Staatspräsidenten Rafael Trujillo. 

## Auszeichnungen
- 1955: Sonderstufe des Großkreuzes des Verdienstordens der Bundesrepublik Deutschland

| Vorgänger                       | Amt                                   | Nachfolger       |
| ------------------------------- | ------------------------------------- | ---------------- |
| Rafael Leónidas Trujillo Molina | Präsident der Dominik. Rep. 1952–1960 | Joaquín Balaguer |

| Personendaten    | Personendaten                                                               |
| ---------------- | --------------------------------------------------------------------------- |
| NAME             | Trujillo Molina, Hector Bienvenido                                          |
| ALTERNATIVNAMEN  | Trujillo, Hector                                                            |
| KURZBESCHREIBUNG | dominikanischer Militär, General und Politiker der Dominikanischen Republik |
| GEBURTSDATUM     | 6. April 1908                                                               |
| GEBURTSORT       | San Cristóbal, Dominikanische Republik                                      |
| STERBEDATUM      | 19. Oktober 2002                                                            |
| STERBEORT        | Miami, Florida, USA                                                         |